# Condrieu
Condrieu ist eine französische Gemeinde mit 3945 Einwohnern (Stand 1. Januar 2022) im Département Rhône in der Region Auvergne-Rhône-Alpes.

## Geographie
Condrieu ist die südlichste Gemeinde des Départements Rhône. Sie liegt am rechten Ufer des Flusses Rhone, rund elf Kilometer südlich der Stadt Vienne und 44 Kilometer südlich der Stadt Lyon. Die Gemeinde gehört zum Regionalen Naturpark Pilat.

## Geschichte
Condrieu gibt es gemäß einigen Historikern seit dem 3. Jahrhundert vor Chr. Plinius der Ältere berichtet vom bereits existierenden Weinbau in der Region. Die Stadt wird Ende des 12. Jahrhunderts befestigt und mit einer Stadtmauer versehen. Von den Befestigungsanlagen ist heute nur noch ein die Stadt überragender Turm zu sehen.

## Weinbau in Condrieu

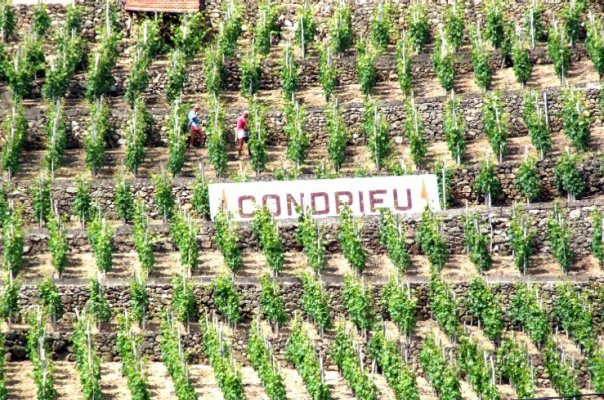
Weinanbau in Condrieu

Seit 1940 hat Condrieu den Status eine Appellation d’Origine Contrôlée. Es wird ausschließlich Weißwein aus der Rebsorte Viognier hergestellt, der auf Böden mit Granituntergrund wächst. Die 110 Hektar zugelassener Rebflächen werden von etwa 90 Winzern bearbeitet und verteilen sich auf die Gemeinden Condrieu, Chavanay, Malleval, Saint-Michel-sur-Rhône, Saint-Pierre-de-Boeuf, Vérin und Limony, die in einem Umkreis von 15 Kilometer liegen. Der Ertrag ist auf 37 Hektoliter je Hektar begrenzt, pro Jahr werden durchschnittlich 4100 Hektoliter Wein hergestellt und vermarktet.
Die Weine können duftig sein, mit Nuancen von Veilchen, Pfirsich oder Aprikose und sollten jung getrunken werden. Neuerdings werden Versuche mit dem Ausbau im Barrique sowie mit Spätlesen gemacht.

## Persönlichkeiten
- Gilles Mas (* 1961), Radrennfahrer